# Tito Okello (piłkarz)
Tito Odong Okello Lazarus (ur. 7 stycznia 1996 w Gulu w Ugandzie) – południowosudański piłkarz grający na pozycji napastnika w indonezyjskim klubie PSM Makassar oraz reprezentacji Sudanu Południowego.

## Kariera
Początkowo występował w wielu klubach z Ugandy i Tanzanii, m.in. w: Villa SC, Bul FC i KCCA FC. W 2018 wyjechał do Makau. W tym samym roku został piłkarzem Vipers SC. W 2020 zdobył z klubem Ugandyjską Super League. Potem występował w klybach kenijskich i irańskich. W 2024 podpisał kontrakt z PSM Makassar.
W reprezentacji Sudanu Południowego zadebiutował 12 listopada 2020 w meczu z Ugandą. Pierwszą bramkę zdobył 16 listopada 2020 w wygranym 1:0 starciu przeciwko Ugandzie. 